# BMW Asian Open
Het  BMW Asian Open was een golftoernooi van de Europese en Aziatische PGA Tour, dat van 2001 t/m 2008 jaarlijks werd gehouden.

## Geschiedenis
De Europese Tour wilde graag haar territorium uitbreiden om ook in de wintermaanden te kunnen spelen en dus een langer seizoen te maken. Vandaar dat het toernooi vanaf het begin voor beide Tours telde. De eerste en tweede editie vonden plaats in Taiwan, zij werden aan het einde van het jaar gespeeld maar hoorden bij het schema van het jaar daarna. Vanaf 2004 werd het toernooi gehouden op de Tomson Shanghai Pudong Golf Club in Pudong, Shanghai.
Het laatste toernooi was de eerste overwinning van Darren Clarke na het overlijden van zijn echtgenote Heather. Robert-Jan Derksen eindigde met een slag meer op de tweede plaats.
Het prijzengeld was in 2006 al $1.500.000 en steeg in 2008 naar $2.300.000. 

## Winnaars
| Jaar | Baan                                       | Winnaar                   | Score         | Score         |
| ---- | ------------------------------------------ | ------------------------- | ------------- | ------------- |
| 2001 | Ta Shee Golf & Country Club                | Jarmo Sandelin            | 278           | -10           |
| 2002 | Ta Shee Golf & Country Club                | Pádraig Harrington        | 273           | -15           |
| 2003 | geen toernooi                              | geen toernooi             | geen toernooi | geen toernooi |
| 2004 | Tomson Shanghai Pudong Golf Club, Shanghai | Miguel Ángel Jiménez      | 274           | -14           |
| 2005 | Tomson Shanghai Pudong Golf Club, Shanghai | Ernie Els                 | 262           | -26           |
| 2006 | Tomson Shanghai Pudong Golf Club, Shanghai | Gonzalo Fernández-Castaño | 281           | -7            |
| 2007 | Tomson Shanghai Pudong Golf Club, Shanghai | Raphaël Jacquelin         | 278           | -10           |
| 2008 | Tomson Shanghai Pudong Golf Club, Shanghai | Darren Clarke             | 280           | -8            |

Ernie Els vestigde een record op de Aziatische Tour toen hij in 2005 met een voorsprong van 13 slagen de overwinning behaalde.

### Play-off
Het toernooi eindigde in 2006 in een play-off op hole 18 tussen Gonzalo Fernández-Castaño en Henrik Stenson, die vanaf het begin aan de leiding had gestaan. Castoño's chip ging in de hole voor birdie en Henrik Stenson maakte een 2-putt voor par. De winnaar kreeg $300.000.